# Pommereulla
Pommereulla is een geslacht uit de grassenfamilie (Poaceae). De soorten komen voor in tropisch Azië.

## Soorten
Van het geslacht zijn de volgende soorten bekend: 
- Pommereulla cornucopiae
- Pommereulla monoeca